# Svarta Galten
Svarta Galten är en svensk spelförening med säte i Karlskoga. Föreningen disponerade ett av Sveriges större permanenta lajvområden med ett 15-tal för ändamålet särskilt uppförda hus norr om Karlskoga. Föreningen ägnar sig också åt medeltida hantverk samt figurspel. Svarta Galten håller i Kastaria-kampanjen, en lajvkampanj som startade 2002. 2009 års Kastaria-lajv "Tvinnade band" samlade 175 deltagare. Kastaria är även namnet på en fiktiv kontinent i föreningens spelvärld.

## Lajvområde
Lajvområdet omfattade ett 15-tal hus och är omgivet av uppvuxen granskog. Förutom bostadshus och värdshus fanns det en fullt fungerande smedja, ett likaledes fungerande bageri och en om en stavkyrka påminnande kyrkobyggnad som kunde inrymma de flesta roller som bodde i byn. Området hyrdes även ut till andra lajvföreningar och liknande arrangemang. I Kastaria-kampanjens fiktion är området känt som Glimminge.
Vintern 2010 gick Svarta Galtens kontrakt på området ut och de började då med en nedmontering av husen och ett sökande efter ett nytt område.

## Kontinenten Kastaria
Kontinenten Kastaria utgörs bland annat av länderna Gregorien, Nord-Ireba, Syd-Ireba och Nedan. De flesta arrangemang i spelvärlden utspelar sig i landet Syd-Ireba, vilket tidigare kallades Kastaria.

### Lajv inom Kastariakampanjen
- Kungens Krona (2002)
- Kastaria 2004 - Spirans Gunst
- Kastaria 2005 - Nyckelns Hemvist
- Kastaria 2006 - Tid Av Sorg
- Kastaria 2007 - Inom Cirkeln av Stål
- Kastaria 2007 - Middag med kardinalskollegiet
- Kastaria 2008 - I Dårskapens Spår
- Kastaria 2009 - Tvinnade Band (175 deltagare)
- Kastaria 2010 - På Knivens Egg (270 deltagare)[4]